# Schrijf-ze-VRIJdag
Schrijf-ze-VRIJdag is een evenement van Amnesty International waarbij scholieren brieven schrijven aan overheden die worden beschuldigd van het schenden van mensenrechten. Het evenement bestaat sinds 1990. Elk jaar wordt gekozen voor een bepaald thema.